# Eugenia brownei
Eugenia brownei är en myrtenväxtart som beskrevs av Ignatz Urban. Eugenia brownei ingår i släktet Eugenia och familjen myrtenväxter. IUCN kategoriserar arten globalt som sårbar. Inga underarter finns listade i Catalogue of Life.